# Rodt (Patrizierfamilie)

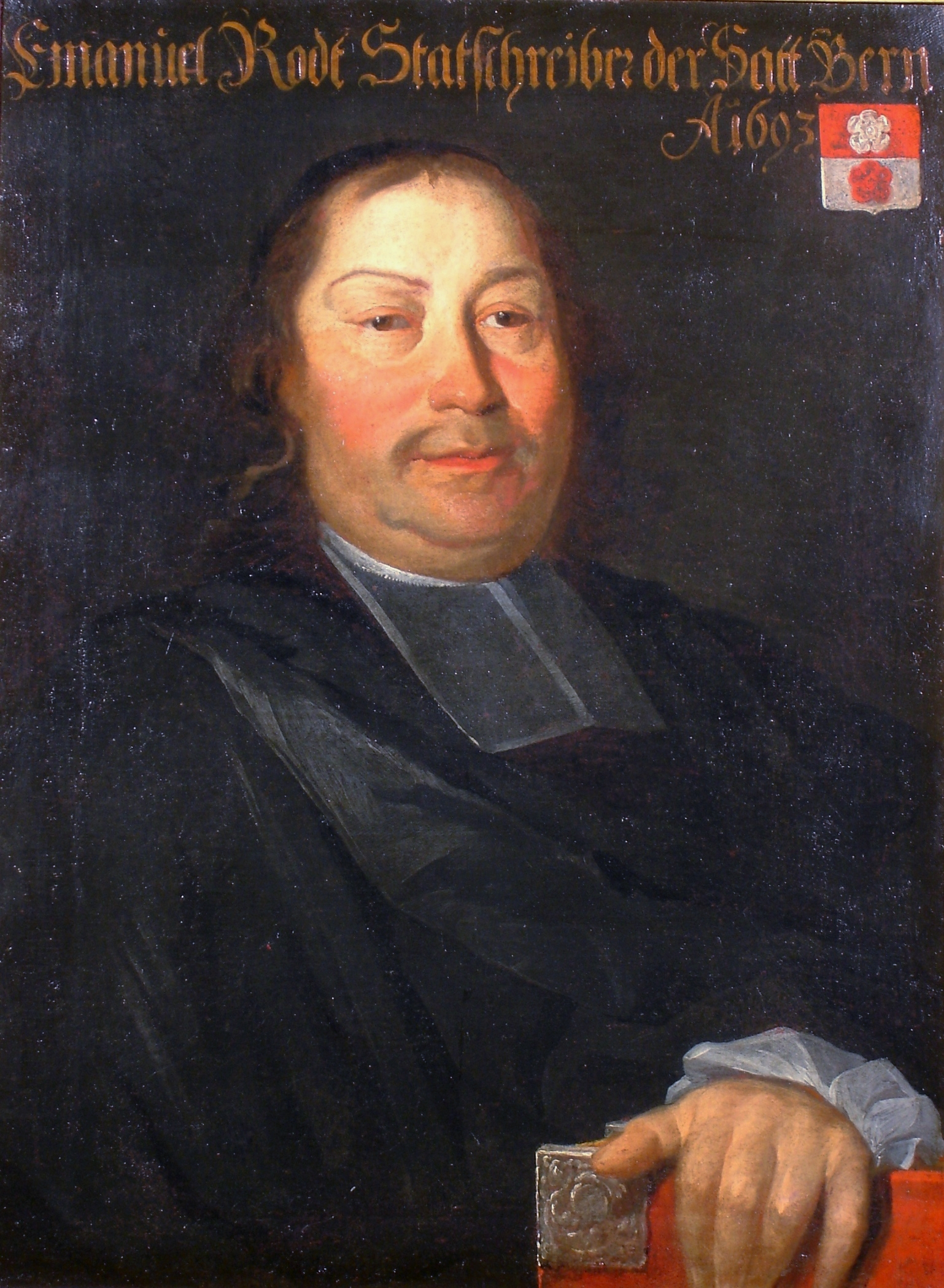
Emanuel Rodt, Stadtschreiber, Gemälde von Johann Rudolf Huber (1704)

Die Familie von Rodt war eine möglicherweise aus Gerzensee stammende Berner Patrizierfamilie, welche seit 1587 das Burgerrecht der Stadt Bern besass und der Gesellschaft zu Kaufleuten angehört. Die Schreibweise Rodt wurde erst ab dem 17. Jahrhundert konsequent verwendet, das Adelsprädikat „von“ gemäß dem Berner Grossratsbeschluss von 1783, welcher allen regimentsfähigen Geschlechtern das Führen des Beiworts freistellte, ab 1786.

## Personen
- Niklaus Rodt (1650–1726), Mitglied des Grossen Rats, Landvogt zu Interlaken 1687, Sechzehner 1688, Gerichtsschreiber 1684, wegen Pietismus 1700 verbannt.
- Bernhard Emanuel von Rodt (1776–1848), Offizier, Politiker und Historiker
- Karl von Rodt (1805–1861), Schweizer Gründer einer Erweckungsbewegung
- Alfred von Rodt (1843–1905), Auswanderung nach Chile, Pächter der Juan-Fernández-Inseln
- Eduard von Rodt (1849–1926), Architekt und Historiker
- Cécile von Rodt (1855–1929), Reiseschriftstellerin
- Bernhard von Rodt (1892–1970), Architekt, Verfasser der bernischen  burgerlichen Genealogien

## Archive
- Familienarchiv von Rodt im Katalog der Burgerbibliothek Bern